# چاچرسک
چاچرسک (به لاتین: Chachersk) یک منطقهٔ مسکونی در بلاروس است که در Čačersk District واقع شده‌است. چاچرسک ۸٫۲ کیلومتر مربع مساحت و ۸٬۷۳۰ نفر جمعیت دارد و ۱۴۶ متر بالاتر از سطح دریا واقع شده‌است.